# Campeonato Descentralizado 1974
Para el Campeonato Descentralizado de Fútbol Profesional del Perú de 1974, participaron 22 equipos. El formato era enfrentamientos de ida y vuelta de todos contra todos.
Después de que se hicieron los Partidos de Reclasificatorios 1974.
El torneo se dividió en dos etapas cada una jugadas con un sistema de todos-contra-todos. En la primera etapa, jugada en dos rondas, los primeros seis equipos clasificarían a la liguilla por el campeonato, mientras que los departamentos que tenían dos equipos debían que enviar a su club peor posicionado en la tabla para en la liguilla por el descenso. Las liguillas por el campeonato y por el descenso se jugaron en una única ronda, y los resultados de ésta fueron agregados a los de la primera etapa, para dirimir al equipo campeón del torneo.
El Campeón Universitario tuvo un comienzo irregular con derrotas impensadas, hasta que llegó la décima fecha y a partir de entonces no perdió en 36 jornadas consecutivas, incluidos cuatro partidos de la liguilla final. Este récord (todavía vigente) les permitió a los cremas lograr un campeonato brillante. Ni el hecho de haber jugado con suplentes cuando ya la "U" era campeón (en la liguilla, pues se acumulaba el puntaje de todo el año) le quitó brillo al título.

## Ascensos y descensos
| Posición | Ascendidos de Reclasificatorios, Segunda División y Copa Perú |
| -------- | ------------------------------------------------------------- |
| 1º       | Carlos A. Mannucci (1° La Libertad 1974 y R3)                 |
| 1º       | Deportivo Junín (1° Junín 1974 y R6)                          |
| 1º       | Unión Huaral (1° 2D 1973 y R7)                                |
| 1º       | Walter Ormeño (2° 2D 1973 y R8)                               |
| 1º       | FBC Piérola (1° Arequipa 1974 y R9)                           |
| 1º       | Unión Pesquero (1° Moquegua 1974 y R11)                       |
| 1º       | Alfonso Ugarte (1° Puno 1974 y R12)                           |
| 1º       | Atlético Barrio Frigorífico (1° Lig. Ascenso a 2D 1973 y R13) |

| Posición | Descendidos del Descentralizado 1973     |
| -------- | ---------------------------------------- |
| 8º       | Sportivo Huracán (Reclasificatorio 9)    |
| 16º      | Atlético Torino (Triangular Permanencia) |
| 17º      | José Gálvez FBC                          |
| 18º      | Deportivo SIMA                           |

## Primera etapa
Después de que se hicieron los Partidos de Reclasificatorios 1974. Los seis primeros equipos iban clasificados al Grupo final por el campeonato.
Mientras descienden cuatro equipos: el Último del Torneo, el peor de Lima Metropolitana, y los dos peores equipos de los Departamentos con más de un representante en Primera División: Lima Provincia con dos equipos (Unión Huaral y Walter Ormeño), al igual que Arequipa (FBC Melgar y FBC Piérola) y Lambayeque (Unión Tumán y Juan Aurich). Jugándose así, la Liguilla de Promoción.

### Tabla de posiciones
| Pos. | Equipos                | PJ | PG | PE | PP | GF | GC | Dif. | Pts |
| ---- | ---------------------- | -- | -- | -- | -- | -- | -- | ---- | --- |
| 1    | Universitario          | 42 | 25 | 15 | 2  | 96 | 41 | +55  | 65  |
| 2    | Unión Huaral           | 42 | 25 | 12 | 5  | 76 | 37 | +39  | 62  |
| 3    | Defensor Lima          | 42 | 21 | 14 | 7  | 77 | 37 | +40  | 56  |
| 4    | Alianza Lima           | 42 | 21 | 10 | 11 | 75 | 43 | +32  | 52  |
| 5    | Unión Tumán            | 42 | 20 | 12 | 10 | 63 | 43 | +20  | 52  |
| 6    | CNI                    | 42 | 17 | 17 | 8  | 67 | 49 | +18  | 51  |
| 7    | Sporting Cristal       | 42 | 19 | 12 | 11 | 74 | 60 | +14  | 50  |
| 8    | Atlético Chalaco       | 42 | 17 | 14 | 11 | 57 | 43 | +14  | 48  |
| 9    | Juan Aurich            | 42 | 16 | 14 | 12 | 68 | 55 | +13  | 46  |
| 10   | Cienciano              | 42 | 16 | 13 | 13 | 63 | 49 | +14  | 45  |
| 11   | Alfonso Ugarte         | 42 | 13 | 16 | 13 | 72 | 60 | +12  | 42  |
| 12   | FBC Melgar             | 42 | 14 | 13 | 15 | 48 | 47 | +1   | 41  |
| 13   | Deportivo Municipal    | 42 | 15 | 10 | 17 | 56 | 65 | -9   | 40  |
| 14   | León de Huánuco        | 42 | 14 | 11 | 17 | 48 | 68 | -20  | 39  |
| 15   | Atlético Grau          | 42 | 12 | 14 | 16 | 69 | 78 | -9   | 38  |
| 16   | Sport Boys             | 42 | 9  | 17 | 16 | 50 | 59 | -9   | 35  |
| 17   | Walter Ormeño (D)      | 42 | 10 | 11 | 21 | 41 | 65 | -24  | 31  |
| 18   | Deportivo Junín        | 42 | 10 | 11 | 21 | 53 | 79 | -26  | 31  |
| 19   | FBC Piérola (D)        | 42 | 9  | 12 | 21 | 45 | 77 | -32  | 30  |
| 20   | Barrio Frigorífico (D) | 42 | 6  | 12 | 24 | 33 | 78 | -45  | 24  |
| 21   | Carlos Mannucci        | 42 | 8  | 8  | 26 | 50 | 96 | -46  | 24  |
| 22   | Unión Pesquero (D)     | 42 | 4  | 14 | 24 | 27 | 79 | -52  | 22  |

|  | Clasificados al Grupo Final 1974                                                                      |
|  | 9° Va a la Liguilla de Promoción 1974 por ser Segundo Peor de su Ciudad                               |
|  | 17° y 19° Van a la Liguilla de Promoción 1974 por ser Segundos Peores de sus Ciudades o Departamentos |
|  | 20° y 22° Descendidos a la Segunda División 1975 y Copa Perú 1975                                     |

## Liguilla de Promoción
En el Campeonato Descentralizado de Fútbol Profesional del Perú de 1974, descendieron cuatro equipos: Unión Pesquero por ser el peor equipo provinciano, Barrio Frigorífico por ser el peor equipo de  metropolitano. En tanto para reducir los equipos de cara a la próxima temporada, los departamentos que tenían dos equipos debían que enviar a su club peor posicionado a un Triangular de Revalidación.
El Triangular de Revalidación consistía en que los 3 equipos participen en una liguilla en un formato de todos contra todos en 3 partidos, tenían que jugar en una sola sede, en este caso en el Estadio Alejandro Villanueva de Lima. El ganador jugará en Primera División para el año 1975, mientras que los 2 perdedores jugarán en Segunda División para el mismo año mencionado. 
| Pos | Equipo        | PJ | PG | PE | PP | GF | GC | Dif | Pts |
| --- | ------------- | -- | -- | -- | -- | -- | -- | --- | --- |
| 1   | Juan Aurich   | 2  | 2  | 0  | 0  | 4  | 2  | 2   | 4   |
| 2   | FBC Piérola   | 2  | 1  | 0  | 1  | 2  | 1  | 1   | 2   |
| 3   | Walter Ormeño | 2  | 0  | 0  | 2  | 2  | 5  | -3  | 0   |

|  | Jugará y se mantendrá en el Campeonato Descentralizado 1975 |
|  | Jugarán en la Copa Perú 1975 y en la Segunda División 1975  |

Triangular de Revalidación
| 4 de mayo de 1975 | FBC Piérola  | 2 : 0 | Walter Ormeño  | Estadio Alejandro Villanueva, Lima                              |                                                                 |
|                   | Arturo Salah |       | Nelson Pedetti | Asistencia: 23.457 espectadores Árbitro(s): Enrique Marín Gallo | Asistencia: 23.457 espectadores Árbitro(s): Enrique Marín Gallo |

| 6 de mayo de 1975 | Juan Aurich   | 1 : 0 | FBC Piérola     | Estadio Alejandro Villanueva, Lima                         |                                                            |
|                   | Eduardo Lobos |       | Julio Dinamarca | Asistencia: 23.457 espectadores Árbitro(s): Néstor Mondría | Asistencia: 23.457 espectadores Árbitro(s): Néstor Mondría |

| 8 de mayo de 1975 | Walter Ormeño       | 2 : 3 | Juan Aurich | Estadio Alejandro Villanueva, Lima                            |                                                               |
|                   | Edgardo Fuentes 69' |       |             | Asistencia: 18.540 espectadores Árbitro(s): Hernán Silva Arce | Asistencia: 18.540 espectadores Árbitro(s): Hernán Silva Arce |

- Juan Aurich se mantiene en la Primera División para el año 1975. En tanto, FBC Piérola y Walter Ormeño descienden en la Copa Perú 1975 y en la Segunda División 1975, para la misma temporada mencionada.

## Grupo Final
| Pos. | Equipos           | Pts | PJ | PG | PE | PP | GF  | GC | Dif. |
| ---- | ----------------- | --- | -- | -- | -- | -- | --- | -- | ---- |
| 1    | Universitario (C) | 71  | 47 | 28 | 15 | 4  | 101 | 46 | +55  |
| 2    | Unión Huaral      | 65  | 47 | 26 | 13 | 8  | 83  | 46 | +37  |
| 3    | Defensor Lima     | 60  | 47 | 23 | 14 | 10 | 88  | 47 | +41  |
| 4    | Alianza Lima      | 59  | 47 | 24 | 11 | 12 | 87  | 52 | +35  |
| 5    | Unión Tumán       | 57  | 47 | 22 | 13 | 12 | 72  | 51 | +21  |
| 6    | CNI               | 56  | 47 | 19 | 18 | 10 | 76  | 61 | +15  |

|  | Campeón y clasifica a la Copa Libertadores 1975 |

|  | Clasificado a la Copa Libertadores 1975 |

|                          |
| Campeón Nacional         |
| Universitario 15º título |

## Goleadores
| Jugador   | Jugador               | Goles | Equipo                    |
| --------- | --------------------- | ----- | ------------------------- |
| Peruano   | Pablo Muchotrigo      | 32    | Cienciano                 |
| Peruano   | Francisco Gonzales    | 27    | Defensor Lima             |
| Peruano   | Oswaldo Ramírez       | 26    | Universitario de Deportes |
| Peruano   | Juan Rivero           | 20    | Alianza Lima              |
| Peruano   | Jorge Ramírez         | 18    | Sport Boys                |
| Peruano   | Juan José Ávalos      | 18    | Alianza Lima              |
| Peruano   | Juan José Oré         | 17    | Universitario de Deportes |
| Peruano   | Andrés Zegarra        | 17    | Alianza Lima              |
| Argentino | Oscar Pianetti        | 16    | Unión Tumán               |
| Peruano   | César Arnáez          | 15    | Juan Aurich               |
| Peruano   | Manuel Mellán         | 15    | Deportivo Municipal       |
| Peruano   | Pedro Ruiz            | 14    | Unión Huaral              |
| Argentino | Pedro Alexis González | 13    | Defensor Lima             |
| Peruano   | José del Castillo     | 13    | Sporting Cristal          |
| Peruano   | Moisés Chumpitaz      | 13    | FBC Melgar                |
| Peruano   | César Echeandía       | 13    | Atlético Grau             |
| Peruano   | Enrique Casaretto     | 12    | Atlético Chalaco          |
| Peruano   | Juan Carlos Oblitas   | 12    | Universitario de Deportes |

## Reconocimientos

### Premios anuales
| Premio                     | Ganador                                          |
| -------------------------- | ------------------------------------------------ |
| Mejor Equipo               | Universitario de Deportes                        |
| Bota de Oro                | Oswaldo Ramírez (Universitario de Deportes)      |
| Entrenador del año         | Juan Eduardo Hohberg (Universitario de Deportes) |
| Portero del año            | Néstor Rafael Verderi (Defensor Lima)            |
| Jugador extranjero del año | Pedro Alexis González (Defensor Lima)            |
| Jugador joven del año      | Juan José Oré (Universitario de Deportes)        |
| Jugador veterano del año   | Enrique Cassaretto (Atlético Chalaco)            |
| Jugador revelación         | José Velásquez (Alianza Lima)                    |